# تراموا کرفلد
تراموا کرفلد (آلمانی: Straßenbahnnetz Krefeld) سیستم تراموا در شهر کرفلد، آلمان است.
این تراموا که در سال ۱۸۸۳ تأسیس شده دارای ۴ خط، ۸۸ ایستگاه و ۳۶٫۷ کیلومتر طول می‌باشد.

## نگارخانه

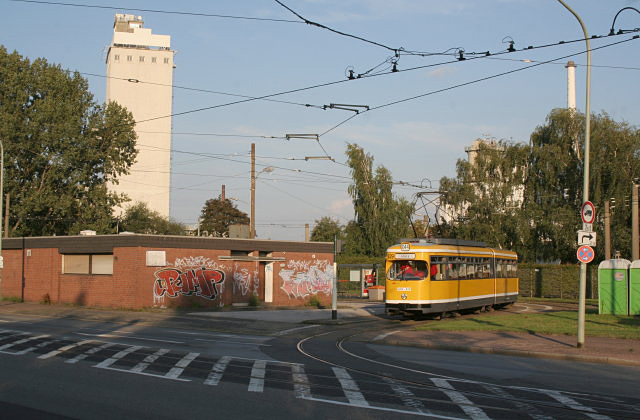
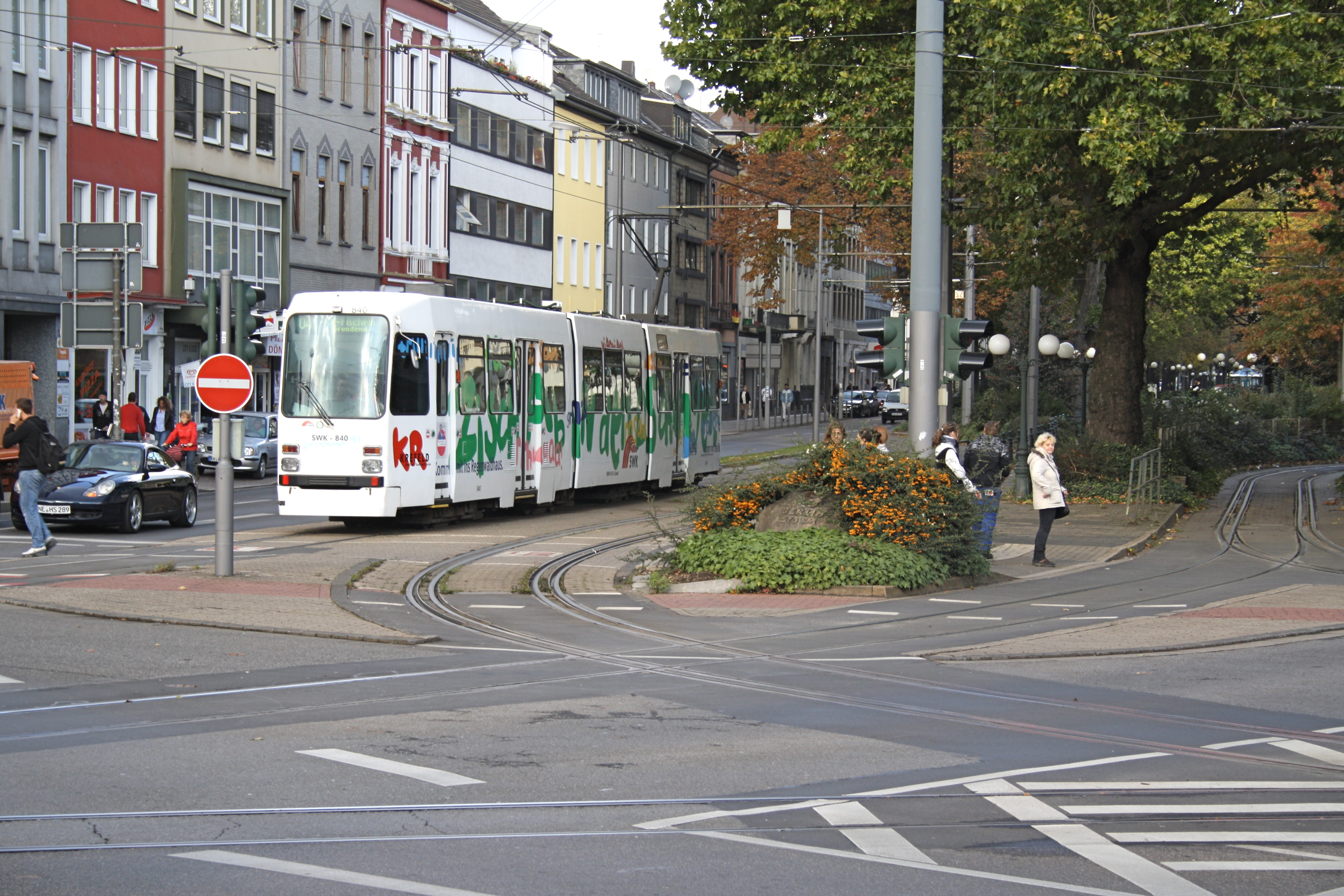
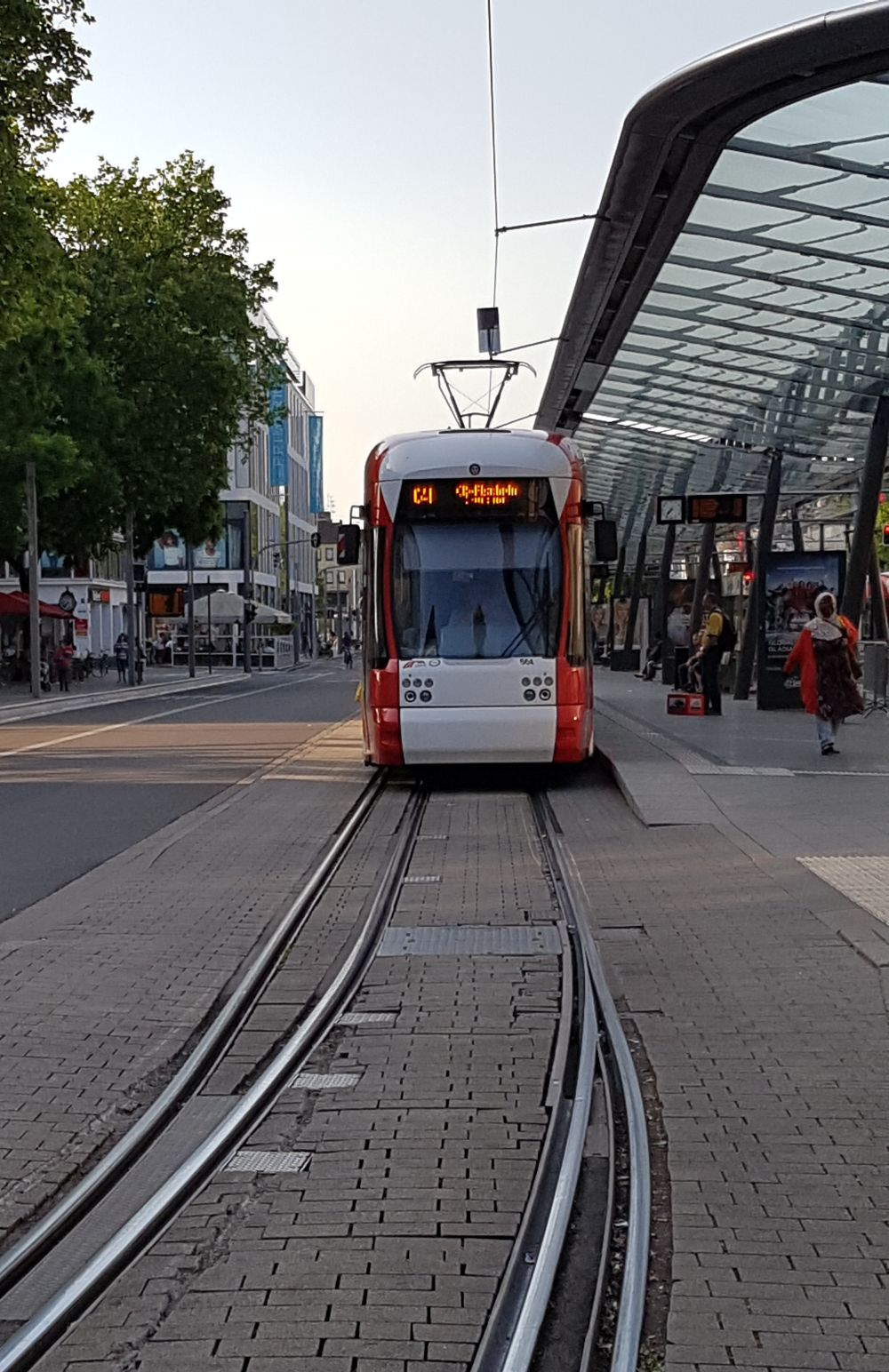
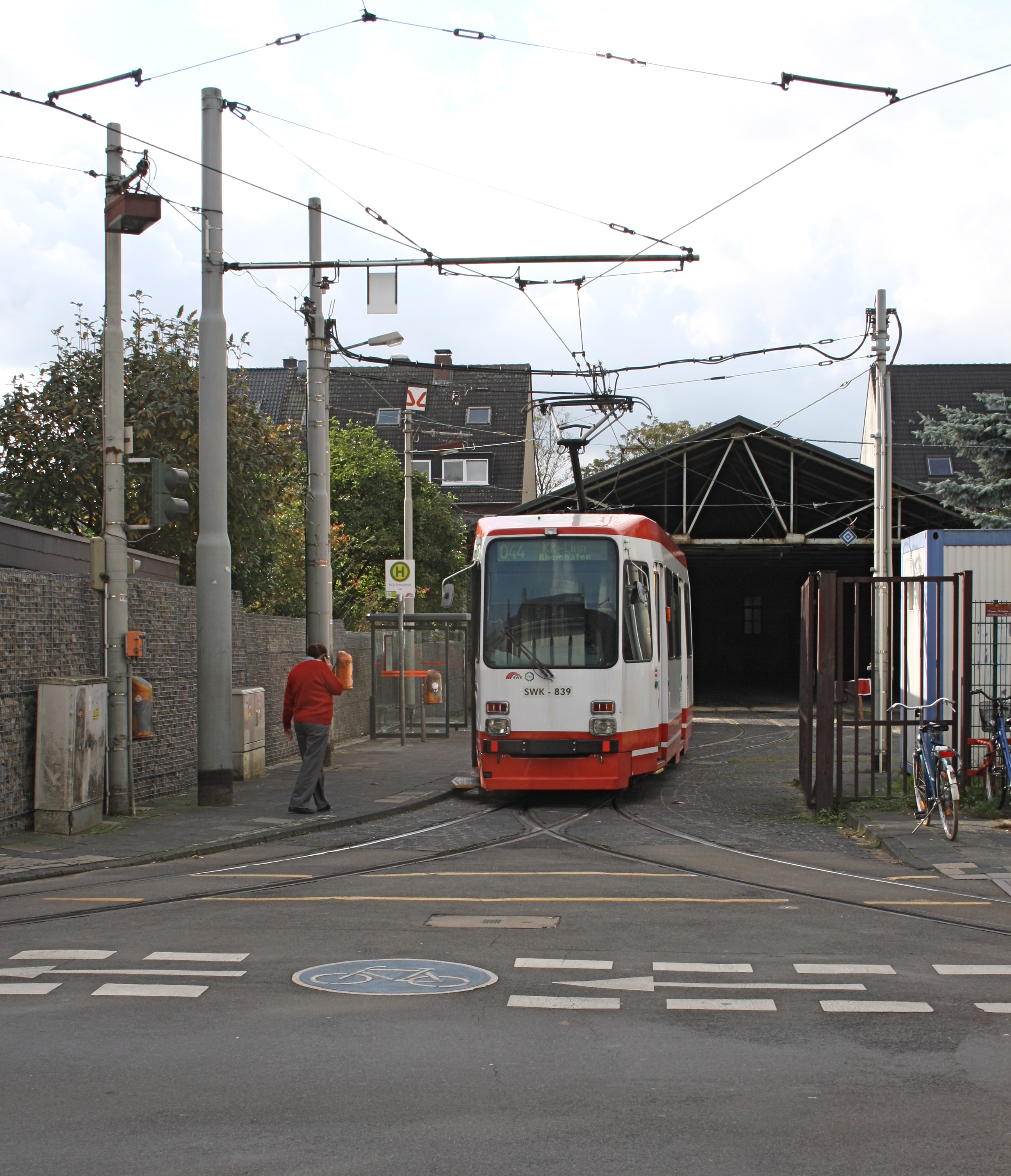
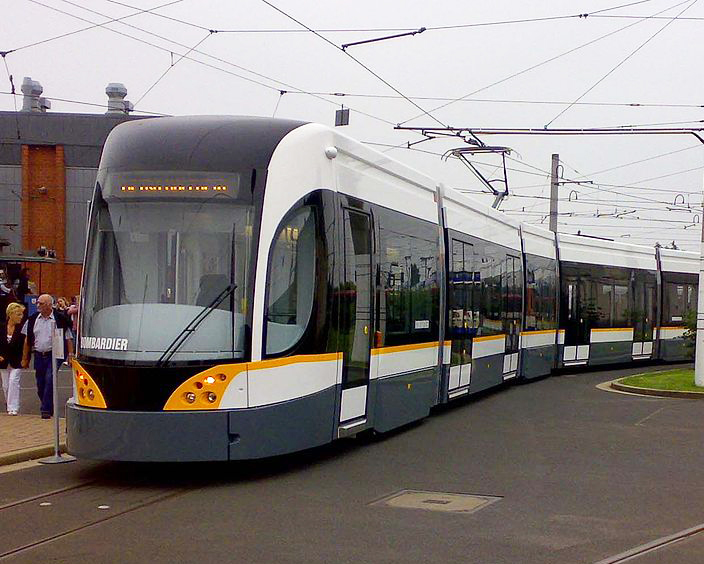